# Carlos Augusto Bittencourt Silva
Carlos Augusto Bittencourt Silva (Niterói, 29 de abril de 1926) é um médico, professor e ex-político brasileiro, acadêmico emérito da Academia Fluminense de Medicina, tendo cursado a graduação pela Faculdade Fluminense de Medicina.